# Dominic Čanić
Dominic Rene Čanić (* 12. März 2000 in Auckland) ist ein neuseeländisch-kroatischer Eishockeyspieler, der seit 2021 für den KHL Sisak in der International Hockey League und der kroatischen Eishockeyliga spielt.

## Karriere
Dominic Čanić, der als Sohn kroatischstämmiger Eltern in Neuseeland geboren wurde, begann seine Karriere als Eishockeyspieler in der Heimat seiner Eltern in der Nachwuchsabteilung des KHL Medveščak Zagreb. Als 15-Jähriger ging er nach Schweden, wo er ein Jahr bei Àker/Strängnäs in Juniorenligen spielte. 2016 zog es ihn über den Großen Teich nach Nordamerika. Nach zwei Jahren in der kanadischen Pacific Coast Academy verbrachte er die Spielzeit 2018/19 bei den Bozeman Ice Dogs in der dritten Division der North American Hockey League und wurde dort in das Second All-Rookie-Team der Liga gewählt. 2019 kehrte er nach Europa zurück und spielte zunächst für den TSV Erding in der Bayernliga, bevor er beim EV Landshut in der Deutschen Nachwuchsliga auf dem Eis stand. Nachdem er zu Beginn der Spielzeit 2020/21 einige Spiele für den Söderhamn/Ljusne HC in der schwedischen Hockeytvåan, der vierthöchsten Spielklasse des Landes, absolviert hatte, kehrte er zu den Playoffs der kroatischen Eishockeyliga nach Zagreb zurück, wo er die Saison beim KHL Zagreb beendete. Anschließend wechselte er zum KHL Sisak, mit dem er in der International Hockey League und der kroatischen Eishockeyliga spielt.

### International
Für Kroatien nahm Čanić an den U18-Weltmeisterschaften 2016, 2017 und 2018, als er die beste Plus/Minus-Bilanz des Turniers aufwies, sowie den U20-Weltmeisterschafent 2017, 2018, 2019, als er Topscorer und bester Vorbereiter des Turniers auch zum besten Spieler seiner Mannschaft gewählt wurde, und 2020, als er als erneut bester Scorer und Vorbereiter auch zum besten Stürmer des Turniers gewählt wurde, jeweils in der Division II teil. 
Im Seniorenbereich feierte Čanić bei der Weltmeisterschaft 2019 in der Division II im Trikot der kroatischen Nationalmannschaft sein Debüt. Auch bei den Weltmeisterschaften 2023 und 2024, als der Aufstieg in die Division I gelang, spielte er in der Division II. Zudem vertrat er seine Farben bei den Olympiaqualifikationsturnieren für die Winterspiele in Peking 2022 und in Mailand 2026.

## Erfolge und Auszeichnungen
- 2019 Second All-Rookie-Team der dritten Division der North American Hockey League
- 2019 Topscorer und bester Vorbereiter der U20-Weltmeisterschaft der Division II, Gruppe B
- 2020 Bester Stürmer, Topscorer und bester Vorbereiter der U20-Weltmeisterschaft der Division II, Gruppe B
- 2024 Aufstieg in die Division I, Gruppe B, bei der Weltmeisterschaft der Division II, Gruppe A